# Sotsji-04
FK Sotsji-04 was een Russische voetbalclub uit Sotsji die bestond tussen 2004 en 2009.
De club werd in 2004 opgericht door de voormalige voorzitter van het in 2003 failliet gegane FK Zjemtsjoezjina Sotsji. In het eerste seizoen werd Sotsji-04 zesde in het regionale kampioenschap van de Kraj Krasnodar. De club werd echter een plaats in de Russische Tweede Divisie toebedeeld door de Russische voetbalbond toen een club uit het naburige Lazarevskoye, die net gepromoveerd was naar de tweede divisie, uitgeloten werd van deelname.
De ploeg was een middenmoter van 2005 tot 2007. In 2008 werd de ploeg echter zestiende in de zuidelijke poule en degradeerde. Begin 2009, voor aanvang van de nieuwe competitie, werd de club wegens financiële problemen opgeheven. 
Sotsji-04 speelde in het centrale stadion in Sotsji dat plaats biedt aan 10.200 toeschouwers.

## Resultaten
- 2004: Kraj Krasnodar 6
- 2005: Tweede Divisie Zuid 7
- 2006: Tweede Divisie Zuid 9
- 2007: Tweede Divisie Zuid 9
- 2008: Tweede Divisie Zuid 16